# Berghausen (Baustert)
Berghausen ist ein Ortsteil der Ortsgemeinde Baustert im Eifelkreis Bitburg-Prüm in Rheinland-Pfalz.

## Geographische Lage
Berghausen liegt nordwestlich der Ortsgemeinde Baustert. Der Ortsteil ist vor allem durch den umfangreichen Waldbestand geprägt. Im Ort kreuzen sich zudem der Hütterscheider Bach sowie der Udersbach, die als Mülbach in Richtung Baustert weiter fließen.

## Geschichte

### Namensherkunft
Der Name Berghausen leitet sich von dem Familiennamen „Berg“ ab. Dieser wird dem ersten Siedler des neuen Ortsteils zugesprochen.

### Besiedelung im 19./20. Jhd.
Der Ortsteil Berghausen entstand im 19. Jahrhundert. Durch den umfangreichen Waldbestand existiert kaum landwirtschaftlich nutzbare Fläche, weshalb der Ortsteil vor allem durch die Bebauung der Südhänge gekennzeichnet ist. Die erste Besiedelung erfolgte aus Richtung der Nachbargemeinde Utscheid-Rußdorf sowie durch das Echtersbachtal.

## Sehenswürdigkeiten

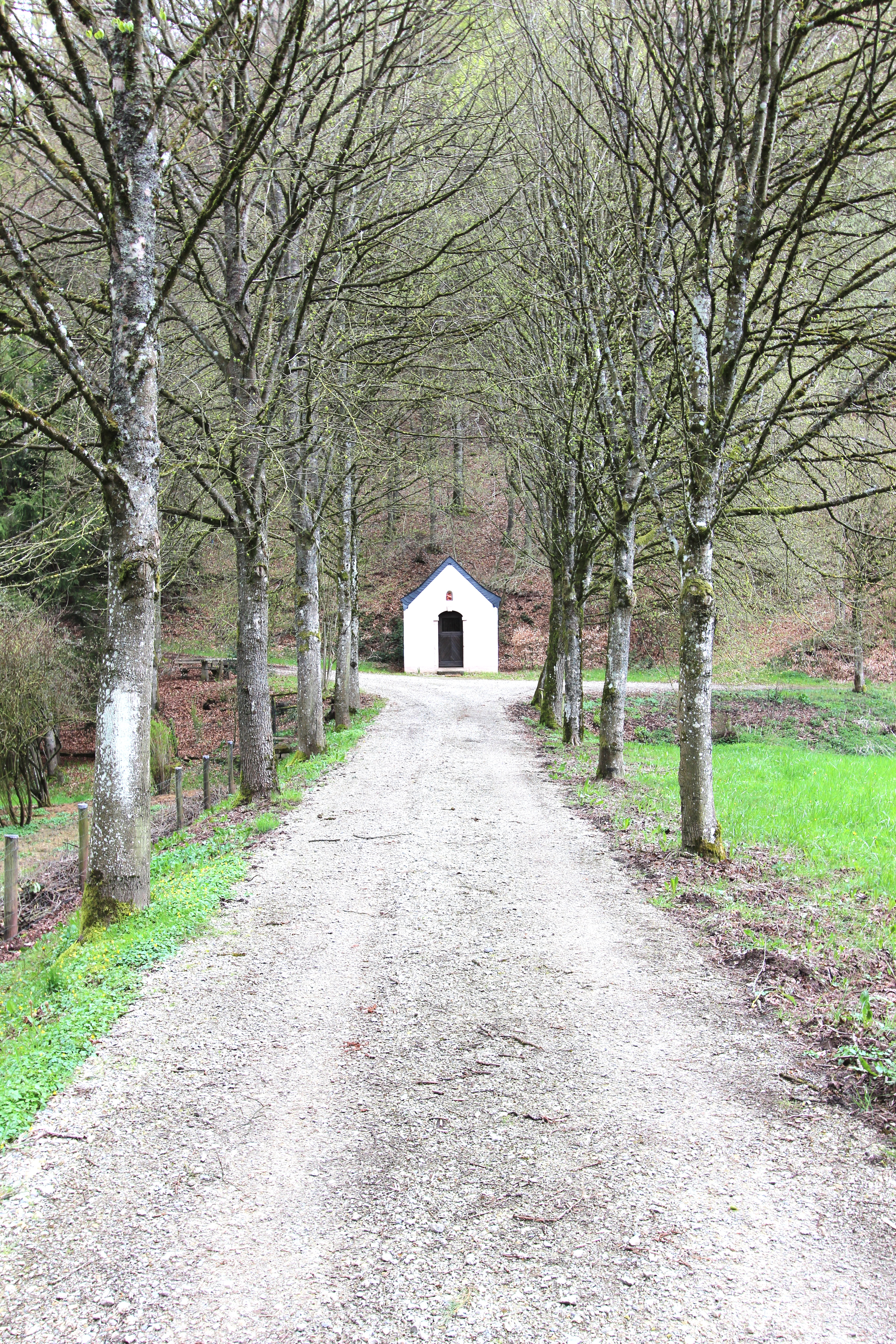
Votivkapelle, 1766

### Bauwerke
Sehenswert ist vor allem die Votivkapelle aus dem 18. Jahrhundert. Die Kapelle war aus Dank für die erbetene Geburt eines Kindes errichtet worden. Es handelt sich um einen fast quadratischer Grundriss mit dreiseitigem Chorschluss. Das ursprüngliche Kapellengebäude an der K65 wurde 1985 um etwa 150 Meter nach Nordosten versetzt. Man errichtete die Votivkapelle am neuen Standort als exakte Kopie unter Verwendung alter Werksteine und der originalen Eichentür. Das ebenfalls originale Türeingangs-Gewand aus Sandstein trägt im Keilstein des Bogenscheitels die Datierung 1766.

### Grünflächen und Naherholung
Der Denkmal-Weg Baustert sowie der Wanderweg 78 des Naturpark Südeifel verlaufen ebenfalls durch den Ortsteil Berghausen:
- Denkmal-Weg Baustert: Rundwanderweg entlang von Wegekreuzen und denkmalgeschützten Gebäuden der Ortsgemeinden Baustert und Brimingen. Dieser Wanderweg verläuft analog zum W78 des Naturpark Südeifel, greift jedoch die oben genannte Thematik auf. Der Wanderweg ist hierzu mit 13 Informationstafeln ausgestattet und beginnt am Dorfplatz in Baustert.[4]
- Wanderweg 78 des Naturpark Südeifel mit Themenweg Denkmäler Baustert-Brimingen.[5]

### Geologische Besonderheiten
Sehenswert ist im Ortsteil Berghausen ein Abschnitt des Hütterscheider Baches, welcher noch in seiner ursprünglichen Form erhalten ist. Charakteristisch sind die zahlreichen Windungen, die auf kürzester Strecke aufeinander folgen.

## Verkehr
Es besteht eine regelmäßige Linienbusverbindung von Montag bis Freitag im Zweistundentakt nach Bitburg.
Berghausen ist durch die Kreisstraße K 65 in Richtung Hütterscheid und durch die Kreisstraße K 64 in Richtung Rußdorf (Utscheid) erschlossen.